# سسکک رودخانه
سسکک رودخانه (نام علمی: Prinia fluviatilis) نام یک گونه از سرده سسکک است.